# 요덕 정치범수용소
요덕 정치범수용소(耀德 政治犯收容所)는 함경남도 요덕군에 위치한 조선민주주의인민공화국의 정치범수용소이다. 정식 명칭은 15호 관리소(十五號管理所)이다. 이 영역은 대체로 광복 당시의, 또 대한민국에서 발행한 지도에 표기된 함경남도 영흥군 요덕면 일대이다.
조선민주주의인민공화국에는 요덕수용소 이외에도 정치범 수용소가 몇 군데가 더 있지만 대외적으로 가장 잘 알려진 것은 요덕 정치범수용소이다. 그 이유는 규모가 큰 것 이외에도, 다른 지역의 수용소에는 석방이 불가능한 완전통제구역(完全統制區域)만이 있지만 이 요덕수용소에는 '완전통제구역' 외에도 간혹 석방되기도 하는 혁명화구역(革命化區域)이 있기 때문에, 요덕 정치범수용소에서 풀려난 사람들의 증언이 존재하기 때문이다.

## 죄목
요덕 정치범 수용소는 정치범을 수용하는 곳이라고 해서 국가적 범죄를 저지른 사람만 수용하는 곳이 아니라 조선민주주의인민공화국 내부에서 주체사상에 어긋나거나 김일성 가문에 대해 조금이라도 부정적으로 논하는 등의 소위 '국가원수 모독죄'를 범한 사람들도 수용되었다. 수용자들의 죄목은 다음과 같다.
- 실제 정치범
- 대한민국에서 제작한 방송, 영화, 가요 등 엔터테인먼트를 감상한 자.
- 김일성 가족의 사진에 흠집 수준으로 작은 훼손을 한 사람. 특히 김일성을 포함한 가족의 사진이 실린 신문지를 벽에 도배하여 끌려간 경우도 있다.
- 기독교 신자
- 탈북자
- 대한민국의 인터넷 사이트 접속자.
- 김일성, 김정일, 김정은의 본인 또는 아내와 관련된 자
- 기타 각종 범죄자 및 김정은의 판단에 의해 수용되는자.

## 실태
1990년대에 약 3만 명의 수인(囚人)들이 완전통제구역에 수용되어 있었으며, 약 1만 6천 명의 수인(囚人)들은 혁명화구역에 수용되었다. 완전통제구역의 수인들은 종신 수용되며, 혁명화구역에 수용된 수인들의 대부분은 대체로 북송 재일교포와 정치범의 가족들이다.
수용소의 전체는 3~4m 정도의 높이를 가진 담이 있고, 그 위에 2~3m 높이의 전기철조망으로 둘러싸여져 있다. 담을 따라서는 감시탑이 있어, 자동소총과 감시견을 가진 1,000명의 경비대가 순찰하고 있다.
실제로 김정일의 부인이었던 성혜림과 친구였다는 이유로 요덕수용소에 갇혔던 김영순 씨의 증언을 보면 월북한 만담가 신불출이 숙청후 1976년에 요덕수용소에서 영양실조로 사망했다고 말을 하였다. 김정일의 집안 사정과 고위층에 대한 자세한 정보를 알게 되고 그걸 너무 아는 것도 이 수용소로 가게된다고 김영순은 밝혔다. 실제로 북송된 재일교포들이 갖가지 이유로 북송교포 구역으로 투옥된 적이 있다.
1977년부터 1987년까지 수감되었던 강철환씨는, 구읍리의 혁명화 구역에서 매년 수인의 4% 가량이 사망하는 것으로 추산하는데, 대부분 질병과 영양 실조로 죽어간다. 한 사람의 이른바 '범죄'로 인해 전 가족(어린이도 포함)이 수감되지만, 죄수들 사이의 성교, 성적 행위 및 결혼은 금지되며, 임신할 경우 강제로 낙태되고 만다. 강철환은 수용소에서의 삶을 '수용소의 노래'라는 책에서 묘사한 바 있다.
1995년부터 1999년까지 수감되었던 이영국씨는 대숙리의 혁명화 구역에서 매년 수인의 20% 가량이 사망한다고 추정했다. 매 달마다 새로운 수인들이 들어오는데, 수인들이 거주하는 집에는 난방이 되지 않으므로 겨울이 되면 수인들은 극심한 추위를 견뎌야만 한다.
혁명화 구역에서는 탈출을 시도하거나 음식을 "도둑질한" 수인들에 대한 공개처형이 자행된다.
미국의 비정부기구(NGO)인 북한인권위원회(HRNK)는 2011년 4월 발간한 `숨겨진 강제노동수용소(Hidden Gulag)'라는 제목의 보고서에서 북한의 정치범 수용소에는 현재 15만명 이상이 감금돼 있으며, 상상하기 힘든 끔찍한 범죄가 자행되고 있는 상황이 전 수감자 및 경비대원 60명과의 인터뷰에서 이런 실상이 드러났다고 밝혔다. 북한인권위원회는 이와 관련, 이날 워싱턴DC의 피터슨 연구소에서 개최한 세미나에서 지난 2009년 북한이 유엔인권이사회(UNHRC)에 `정치범 수용소가 없다'고 주장한 것은 거짓임이 드러났다면서 북한 정권이 국제적십자위원회(ICRC)에 대해 수용소를 사찰할 수 있도록 허용해야 한다고 촉구했다.

## 참고서적
- 강철환 (2005년 6월 13일). 《수용소의 노래 : 북한 정치범수용소 체험 수기》. 시대정신. ISBN 978-89-90959-14-0.

## 같이 보기
- 조선민주주의인민공화국의 인권
- 요덕 스토리 - 2008년작 다큐멘터리 필름
  - 정성산
- 나치 강제 수용소